# Altenbork
Altenbork ist der Name einer Bauerschaft der Stadt Selm im nordrhein-westfälischen Kreis Unna.

## Geographie
Altenbork liegt westlich der Bahnlinie Dortmund – Gronau und grenzt im Nordosten, Osten und Südosten an den Stadtteil Bork, im Südosten auch an den Lüner Ortsteil Alstedde, im Südwesten an die Waltroper Bauerschaft Unterlippe und an die Dattelner Bauerschaft Pelkum, im Westen an Vinnum und im Norden an die Bauerschaft Hagen (beide zu Olfen).

## Geschichte
Die Bauerschaft gehörte zum Dreingau.
Am 1. Januar 1975 wurden die ehemals zum Amt Bork gehörenden Gemeinden Selm und Bork im Zuge einer Gebietsreform zur neuen Gemeinde Selm zusammengeschlossen. Bis dahin gehörte Altenbork zur Gemeinde Bork.
Im Jahr 1987 hatte die Bauerschaft Altenbork insgesamt 858 Einwohner.

## Haus Dahl
Zu Altenbork gehört das Haus Dahl im Dahler Feld.